# Kazimierz Górski (kolarz)
Kazimierz Górski (ur. 3 sierpnia 1941 w Laskowcu, zm. 5 marca 2020 w Laskowcu) – nauczyciel, kolarz, trener i działacz kolarski, twórca ostrołęckiego kolarstwa (z pomocą Józefa Klimuta).

## Życiorys
Uprawiał kolarstwo z zamiłowania, jako zawodnik reprezentował kluby: Ludowy Zespół Sportowy Ostrołęka, Legia Warszawa, Sarmata Warszawa i MZKS Ostrołęka (1957–1967). Był zwycięzcą pierwszego Wyścigu Dookoła Ziemi Kurpiowskiej oraz wielu wyścigów na terenie Kurpi i Mazowsza. W 1967 roku został drużynowym Mistrzem Mazowsza Seniorów. Zdobywca wielu tytułów mistrzowskich i wygranych wyścigów, członek zaplecza kadry narodowej Polski. W latach 1983–1986 pracował jako nauczyciel wychowania fizycznego w Szkole Podstawowej nr 4 w Ostrołęce, następnie w Zakładzie Poprawczym w Laskowcu, w 2002 roku przeszedł na emeryturę.
Od 1966 roku zajął się szkoleniem jako pierwszy ostrołęcki trener kolarstwa. W MZKS Ostrołęka został trenerem kolarstwa Narwi (1970–1979), był twórcą jej sukcesów, m.in. drużynowego Mistrzostwa Mazowsza w 1970 roku; a później w WLKS „Ziemia Kurpiowska” (1980–1988). Był członkiem zarządu MZKS Ostrołęka oraz zarządu Ostrołęckiego Związku Kolarskiego (wieloletni przewodniczący ds. trenerskich). Wychował znakomitych zawodników, mistrzów i wicemistrzów Polski, Mazowsza i licznych spartakiad, wielu kolarzy doprowadził do zaplecza kadry narodowej i olimpijskiego. Jako trener wprowadził w jednym roku trzech zawodników do Bałtyckiego Wyścigu Przyjaźni – drugiego wówczas po Wyścigu Pokoju – oraz dwóch zawodników do wyścigu Dookoła Polski. Jego najbardziej utytułowani wychowankowie to, m.in.: Piotr Budny, Witold Cymes, Kazimierz Cwaliński, Roman Górski, Marek Karczewski, Leszek Kleczkowski, Janusz Łępicki, Jan Markiewicz, Sławomir Mąka, Tadeusz Srebrowski, Antoni Suska, Kazimierz Warszawik, Szczepan Zacharek. Swoje kolarskie umiejętności szlifowali między innymi na „górkach w Teodorowie”, czyli miejscu, gdzie dziś rozgrywany jest Memoriał im. Kazimierza Górskiego.
Był mężem Heleny z d. Staśkiewicz, mieli dwoje dzieci: Joannę i Romana (też kolarza); brat Antoniego Górskiego, także kolarza. Mieszkał w Laskowcu. Spoczął na cmentarzu miejskim w Ostrołęce, nr kwatery H10/2/14.

## Medale i odznaczenia
- Brązowa (1971), srebrna (1971) i złota (1977) odznaka „Za zasługi w krzewieniu kolarstwa”[7],
- Odznaka „Za zasługi dla kolarstwa polskiego”[7],
- Odznaka „Za zasługi dla miasta Ostrołęki” (2012, dwukrotnie)[3].

## Upamiętnienie
Co roku w Teodorowie odbywa się Memoriał Kazimierza Górskiego w kolarstwie MTB i przełajowym. Organizowane są również przez Regionalny Klub Kolarski Kurpie Ostrołęka wyścigi MTB „Szlakami Kazimierza Górskiego”.